# Cmentarz katolicko-ewangelicki przy ulicy Opawskiej w Raciborzu
Cmentarz katolicko-ewangelicki przy ul. Opawskiej – nieistniejący już cmentarz w Raciborzu, założony w 1807 roku. Obecnie na jego miejscu znajduje się miejski Park im. Miasta Roth.

## Historia

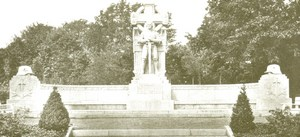
Pomnik poległych podczas I wojny światowej

Rozporządzenie władz miasta zakazało pochówku zmarłych na terenie miasta, dlatego też trzeba było poszukać nowego miejsca pod miejską nekropolię. Przełożony przytułku św. Łazarza Tomasz Moczygemba poświęcił swój ogród w Nowych Zagrodach na cmentarz. Teren ten wówczas nie należał do miasta, bowiem miasto kończyło się na Bramie Nowej, obecne skrzyżowanie ulicy Nowej z Basztową. Na podstawie umowy o dzierżawę, którą zawarto 16 października 1807 roku parafia WNMP użytkowała ten teren. 21 grudnia 1807 roku prałat Franciszek Seypold poświęcił nowy cmentarz. Cmentarz powstał głównie przy wsparciu finansowym i duchowym prałata Jana Nepomucena Zolondka, późniejszego proboszcza miejskiego w latach 1818–1836.
Cmentarz nie służył tylko katolikom, bowiem raciborscy ewangelicy użytkowali 1/3 nekropolii położoną od północy, niedaleko byłego szpitala. Przez wiele lat sprawa własności gruntu była nieuporządkowana, bowiem teren stracił swojego dawnego właściciela, wdowa po Tomaszu Moczygembie, Anna odsprzedała go farbiarzowi Franciszkowi Kowalikowi. Właściciele tego terenu zmieniali się wielokrotnie. Ostatecznie teren cmentarza od radcy sądowego Liebiga wykupił senator (bowiem tak w tamtych czasach nazywali się członkowie rady miejskiej), Karol Tlach, który pochodził z zasłużonej dla miasta rodziny rzeźników. Działka została nabyta za tysiąc talarów w maju 1851 roku, a właściciel przekazał ją jako współwłasność parafii katolickiej i ewangelickiej. Obszar cmentarza wielokrotnie powiększano o sąsiednie działki, aż nekropolia osiągnęła powierzchnię trzech hektarów. W czerwcu 1881 roku zniesiono współwłasność i teren cmentarza podzielono między dwie parafie.
15 maja 1832 roku dokonano poświęcenia kamienia węgielnego pod kaplicę cmentarną, która została wzniesiona w stylu greckim według projektu Bogumiła Tschecha. 4 listopada 1832 roku ks. prałat Jan Nepomucen Zolondek dokonał poświęcenia wybudowanej kaplicy.
Na cmentarzu zaprzestano pochówków w latach dwudziestych XX wieku, lecz do końca 1945 roku zdarzały się tam pochówki. Cmentarz przypominał park, ponieważ posiadał bardzo wysoki drzewostan.
W 1959 dokonano rozbiórki istniejących zabudowań, m.in. murów okalających cmentarz i kaplicę cmentarną. Wcześniej jednak ekshumowano z krypty szczątki dwóch zasłużonych proboszczów miejskich: Jana Nepomucena Zolondka i Franciszka Ksawerego Heidego, które zostały przeniesione na teren byłego cmentarza okalającego parafię. Na miejscu cmentarza pozostawiono tylko nieliczne rzeźby nagrobkowe i stworzono alejki, a cały teren połączono z resztą parku miejskiego.
Na cmentarzu istniała również kaplica cmentarna, która znajdowała się na miejscu obecnego placu zabaw. Została rozebrana w latach 60. XX wieku.
Ostatnią pozostałością po dawnej nekropolii, oprócz starego drzewostanu jest pomnik nagrobny znajdujący się w dawnej ewangelickiej części cmentarza. Ukazuje on umieszczoną na wysokiej postawie, marmurową rzeźbę zasmuconej kobiety, stworzona została przez R. Felderhoffa. Nagrobek poświęcony jest radcy handlowemu Ludwikowi Reinersowi, który był właścicielem fabryki cygar, zmarły 2 lutego 1916 roku w wieku sześćdziesięciu dwóch lat, oprócz tego jest także inskrypcja, która odnosi się do syna Johannesa Ludwiga Reinersa. Był on asesorem sądowym, doktorem prawa, urodził się 3 września 1886 roku w Raciborzu, a zmarł 23 czerwca 1915 roku w wyniku ran odniesionych na froncie I wojny światowej.
Na cmentarzu został pochowany znany poeta śląski Robert Rößler, który pisał gwarą śląską.